# Ірдинь (селище)
Ірди́нь — селище в Україні, в Білозірській сільській територіальній громаді Черкаського району Черкаської області.

## Ірдинське болото
Ірдинь — болотний масив у Черкаській області, у долині Дніпра. Площа його 5,5 тис. гектарів. Розташований в улоговині, що частково заливається повеневими водами. Водоприймачем є р. Ірдинь (басейн Дніпра). У рослинному покриві переважають евтрофні осокові та осоково-гіпнові ценози, у притерасній частині — обводнені вільшаники з болотним різнотрав'ям та осоками. Частина масиву (біля с. Мошни) осушена, рослинний покрив трансформований. Пересічна глибина торфового покладу 3,6 м, максимальна — 6,5 м. Вид покладу — евтрофний, багатошарово-лісодраговинний, лісовий (вільховий) та багатошарово-драговинний. Ірдинь має велике гідрологічне значення. Частина масиву використовується для добування торфу. До місць розробки підведена вузькоколійна залізниця. Ірдинське болото розташоване між долинами річок Тясмин і Вільшанка, і тягнеться від села Капшука до міста Сміли. З болота беруть початок річки Ірдинь і Ірдинка.
Ірдинське болото утворилося на місці стародавнього рукава Дніпра, що існувало як мінімум до VIII ст. н. е. Рукав відділявся від основного русла в районі села Сокирна, здійснював вигин (меандр) на місці Ірдинського болота, продовжувався по руслу сучасного Тясмину і зливався з основним руслом поблизу Чигирина (сучасне гирло Тясмину). Таким чином між рукавом і основним руслом існував острів, який ряд істориків ототожнює з островом Русь (Рось), описуваним арабськими істориками VII століття н. е. У творах, так званих «Анонімних географічних записок» IX століття, Ібн Русте, Гардізі, Марвазі, Худуд аль-алам та інші, повідомляють, що руси відрізняються від слов'ян і мешкають на острові, а їх правитель називається хаканом.
З часом рукав Дніпра заболотився і припинив його існування, на його місці й утворилося Ірдинське болото.
Через Ірдинь, ймовірно, під час Коліївщини проходив повстанський отаман Микита Швачка.

## Населення
У січні 1989 року чисельність населення становила 1357 осіб.
На 1 січня 2013 року чисельність населення становила 865 осіб.

### Мовний склад
Рідна мова населення за даними перепису 2001 року:
| Мова       | Чисельність, осіб | Доля     |
| ---------- | ----------------- | -------- |
| Українська | 1 001             | 95,52 %  |
| Російська  | 43                | 4,10 %   |
| Інше       | 4                 | 0,38 %   |
| Разом      | 1 048             | 100,00 % |

## Галерея

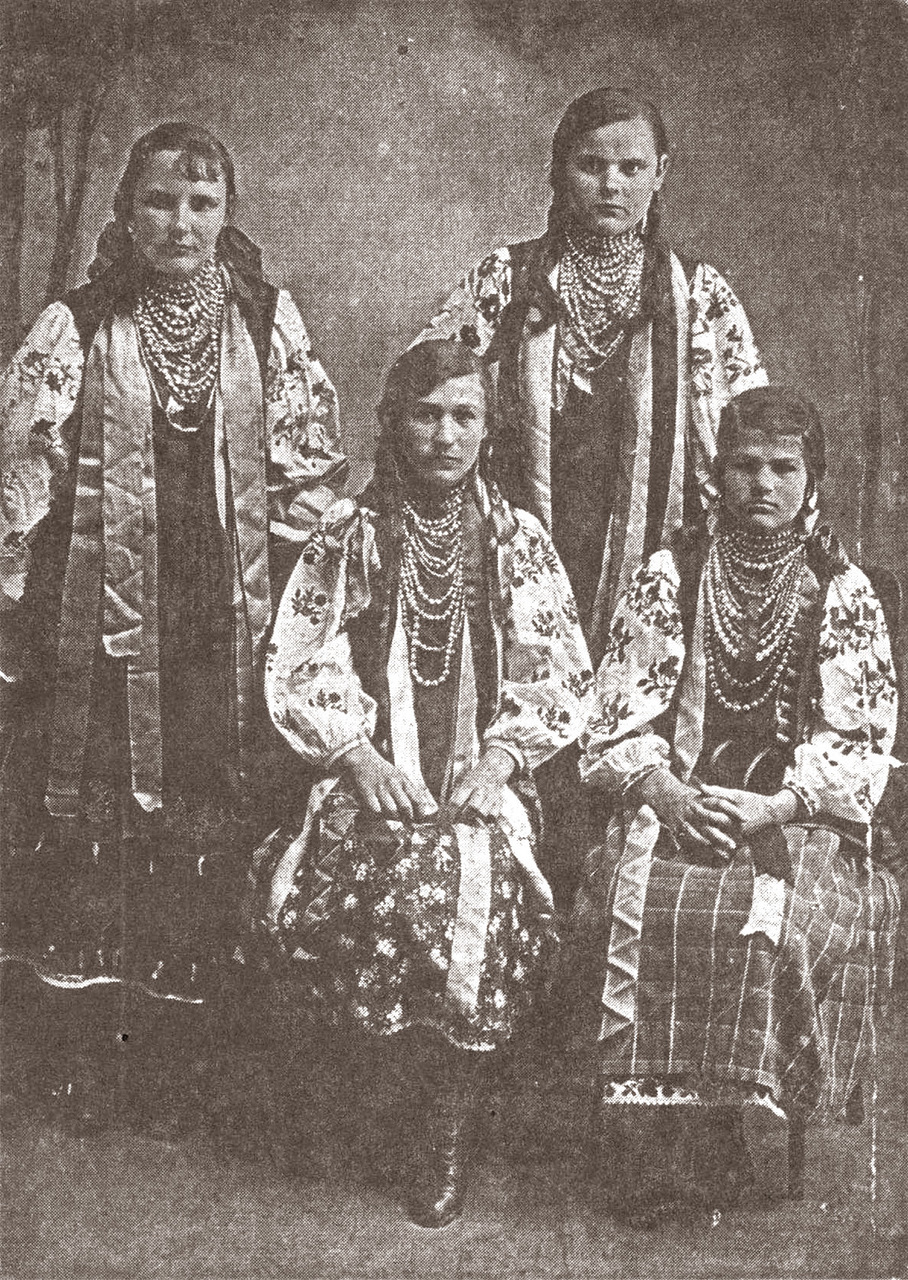
Ірдинські дівчата 1909
Новобудови в селищі
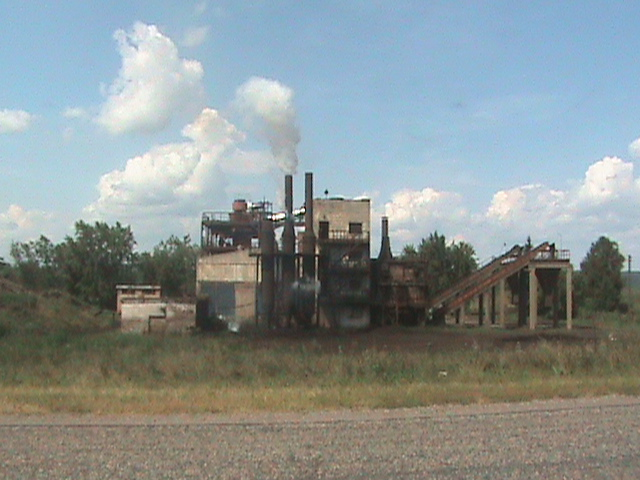
Торфозавод
Пам'ятник Дзюраку
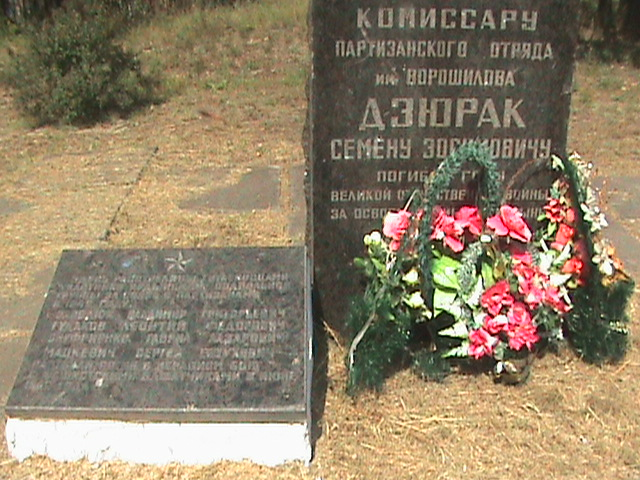
Пам'ятник Дзюраку